# Cornwall (Connecticut)
Pour les articles homonymes, voir Cornwall.
Cornwall est une ville située dans le comté de Litchfield, dans l'État du Connecticut (États-Unis). Lors du recensement de 2010, Cornwall avait une population totale de 1 420 habitants.

## Géographie
Selon le Bureau du recensement des États-Unis, la superficie de la ville est de 46,31 milles carrés (119,94 km2), dont 46,06 milles carrés (119,29 km2) de terres et 0,25 milles carrés (0,65 km2) de plans d'eau, soit 0,54 %.

## Histoire
Cornwall devient une municipalité en 1740. D'abord appelée Township B ou Middle Town, la ville doit son nom actuel aux Cornouailles, Angleterre.

## Démographie
D'après le recensement de 2000, il y avait 1 434 habitants, 615 ménages, et 389 familles dans la ville. La densité de population était de 12,0 hab/km2. Il y avait 873 maisons avec une densité de 7,3 maisons/km2. La décomposition ethnique de la population était : 97,49 % blancs ; 0,21 % noirs ; 0,00 % amérindiens ; 0,70 % asiatiques ; 0,00 % natifs des îles du Pacifique ; 0,21 % des autres races ; 1,39 % de deux ou plus races. 1,46 % de la population était hispanique ou Latino de n'importe quelle race.
Il y avait 615 ménages, dont 29,4 % avaient des enfants de moins de 18 ans, 52,5 % étaient des couples mariés, 8,5 % avaient une femme qui était parent isolé, et 36,6 % étaient des ménages non-familiaux. 30,7 % des ménages étaient constitués de personnes seules et 12,0 % de personnes seules de 65 ans ou plus. Le ménage moyen comportait 2,33 personnes et la famille moyenne avait 2,93 personnes.
Dans la ville la pyramide des âges était 24,4 % en dessous de 18 ans, 3,3 % de 18 à 24, 25,7 % de 25 à 44, 28,9 % de 45 à 64, et 17,6 % qui avaient 65 ans ou plus. L'âge médian était 44 ans. Pour 100 femmes, il y avait 94,0 hommes. Pour 100 femmes de 18 ans ou plus, il y avait 90,5 hommes.
Le revenu médian par ménage de la ville était 54 886 dollars US, et le revenu médian par famille était $64 750. Les hommes avaient un revenu médian de $46 875 contre $30 536 pour les femmes. Le revenu par habitant de la ville était $42 484. 1,0 % des habitants et 3,0 % des familles vivaient sous le seuil de pauvreté. 3,0 % des personnes de moins de 18 ans et 1,6 % des personnes de plus de 65 ans vivaient sous le seuil de pauvreté.
| 1820  | 1850  | 1860  | 1870  | 1880  | 1890  |
| ----- | ----- | ----- | ----- | ----- | ----- |
| 1 661 | 2 041 | 1 953 | 1 772 | 1 583 | 1 283 |

| 1900  | 1910  | 1920 | 1930 | 1940 | 1950 |
| ----- | ----- | ---- | ---- | ---- | ---- |
| 1 175 | 1 016 | 834  | 878  | 907  | 896  |

| 1960  | 1970  | 1980  | 1990  | 2000  | 2010  |
| ----- | ----- | ----- | ----- | ----- | ----- |
| 1 051 | 1 177 | 1 288 | 1 414 | 1 434 | 1 420 |